# Clara Campoamor
Clara Campoamor, född 1888, död 1972, var en spansk politiker.
Hon grundade 1931 Unión Republicana Femenina, som verkade för införandet av kvinnlig rösträtt. 
Hon blev 1931 en av de tre första kvinnorna i Spanien att väljas in i parlamentet (tillsammans med Victoria Kent och Margarita Nelken). Hon satt i parlamentet 1931–1933. 